# Mémoires secrets pour servir à l'histoire de la République des Lettres en France depuis 1762 jusqu'à nos jours
Les Mémoires secrets pour servir à l'histoire de la République des Lettres en France depuis 1762 jusqu'à nos jours sont une chronique anonyme des événements survenus entre 1762 et 1787.

## Intérêt
Cette chronique est l’une des sources les plus abondantes et les plus réputées pour l’histoire de la deuxième moitié du XVIIIe siècle. On y trouve beaucoup d'anecdotes curieuses. 

« Au centre des débats les plus brûlants durant un quart de siècle, qu'il s'agisse de la lutte contre les Jésuites, de l'opposition parlementaire, de procès retentissants comme celui de l'Affaire du Collier de la Reine, ou de l'émergence de nouvelles esthétiques : celle du drame bourgeois, de l'Opéra Gluckiste, du Théâtre de Shakespeare, ils rendent compte, presque au jour le jour, de manière engagée ou distanciée, indignée ou sarcastique, des mouvements éphémères ou profonds d'une opinion publique en train de se constituer. »

## Rédacteurs
Tout est parti du salon de madame Doublet où on échangeait les nouvelles du jour consignées sur un registre. C'est Louis Petit de Bachaumont, ami intime de madame Doublet, qui animait les débats. D'abord publiées sous forme de nouvelles à la main, dont l'un des auteurs était l'abbé janséniste Joseph Xaupi (Perpignan 1688- Paris 1788), les informations recueillies ont ensuite été réunies dans une série de 36 ouvrages in-12 publiés à partir de 1777 jusqu'en 1789. Comme Bachaumont est mort en 1771, c’est vraisemblablement son secrétaire, Pidansat de Mairobert, qui a rédigé les premiers volumes. Puis après sa mort en 1779, Mouffle d’Angerville aurait pris le relais. Le succès est énorme, à tel point que ce dernier en profite pour ajouter à la fin de chaque livre des additions concernant les années précédentes, utilisant les notes laissées par ses prédécesseurs.
En 1830, Ravenel a donné une édition critique et raisonnée pour les 4 premiers volumes. Paul Lacroix en a donné un abrégé en 1858. Une Table alphabétique des auteurs et personnages cités dans les Mémoires secrets parut à Bruxelles en 1866. C'est un outil indispensable pour se repérer dans l'ensemble de l'œuvre. Une nouvelle édition critique est en préparation.

## Édition scientifique
En 2009, paraît la première édition scientifique partielle, comprenant les cinq premiers tomes initiaux des Mémoires secrets :
Mémoires secrets pour servir à l'histoire de la République des Lettres en France, depuis 1762 jusqu'à nos jours ou Journal d'un observateur, contenant les analyses des pièces de théâtre qui ont paru durant cet intervalle ; les relations des assemblées littéraires ; les notices des livres nouveaux, clandestins, prohibés ; les pièces fugitives, rares ou manuscrites, en prose ou en vers ; les vaudevilles sur la Cour ; les anecdotes et bons mots ; les éloges des savants, des artistes, des hommes de lettres morts, etc., etc., etc. Christophe Cave et Suzanne Cornand (dir.), Honoré Champion, 2009. 3 vol., 688, 728 et 552 p.,  (ISBN 978-2-7453-1760-5)

### Colloques
« Le règne de la critique : l’imaginaire culturel des Mémoires secrets » est le deuxième colloque international qui a été dédié aux Mémoires secrets.